# Sárkeszi
Sárkeszi là một thị trấn thuộc hạt Fejér, Hungary. Thị trấn này có diện tích 14,79 km², dân số năm 2010 là 613 người, mật độ 41 người/km².